# Шаренгович Василь Петрович

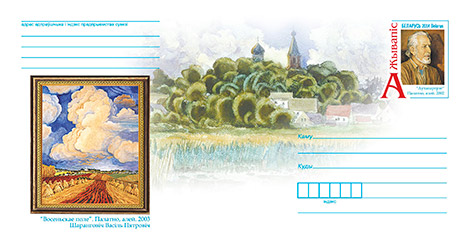
Художня марка Республіки Білорусь 2014 року. Живопис Василя Шеранговича

Василь Петрович Шаренгович (біл. Васіль Пятровіч Шаранговіч; 14 січня 1939, село Качани, Поставський повіт, Віленське воєводство — 31 грудня 2021) — білоруський графік, педагог. Заслужений діяч мистецтва Білорусі з 1978 року, Заслужений діяч культури Польщі з 1986 року, Народний художник Білорусі з 1991 року. Професор (1981).

## Біографічні відомості
Брат К. П. Шаренговича. Закінчив Білоруський театрально-художній інститут у 1966 році. У 1967—1998 роках викладав у Білоруській академії мистецтв (у 1972—1989 роках завідувач кафедри, у 1986—1989 роках — проректор, а в 1989—1997 роках — ректор цього ВНЗ). З 1997 по 2009 рік займав посаду директора Музею сучасного зображувального мистецтва. Зараз цю посаду займає його дочка — мистецтвознавець Наталя Василівна Шаренгович.

## Творчість
Працює у напрямку книжкової та станкової графіки. Його творчості властиві різносторонність графічних технік та стильових прийомів, виразний малюнок, емоційність та глибока змістовність образів.
Роботи в книжковій графіці вирізняються тонким розумінням структури і ладу літературного твору, поглибленою проникненістю у психологію персонажа, гострим почуттям гармонії елементів оформлення книги: «Віленські камунарі» Максима Гарецького (1965), «3 мого літопису» Я. Коласа, «Десять днів, які сколихнули світ» Дж. Ріда (обидві 1967), «Моя Білорусь» Тараса Хадкевича, «Збірник творів» Максима Богдановича (т. 1—2, усе в 1968), «Земля новогрудська, краю мій рідний…» Адама Міцкевича, «Соловей» Змітрока Бядулі (обидві 1969), «В. І. Ленін» Володимира Маяковского (1970), «Золотий ключик, або Пригоди Буратіно» Олексія Толстого (1971), «Вірші» Я. Коласа (1972), «Сорок третій» Івана Науменка (1974), «Поеми» (1978) і «Вічні пісні» (1981) Янки Купали, «Сповідь серця» Антона Белевича (1978), «Пан Тадеуш» Адама Міцкевіча (1985, 1998), «Старі білоруські хроніки» Володимира Короткевича (1988), «Нова земля» Я. Коласа (2002).
Реквієм людській мужності і стійкості у роки Другої світової війни, уособлені строгими видами графіки, звучить у циклі потужних по експресії гравюр «Пам'яті вогняних сіл» (1979—1985). У станкових роботах широко використовує національні художні традиції, символіку і метафори, у багатьох творах відчувається поетизація людського буття з його красою і драматизмом, колізіями, що досягається своєрідністю ракурсів колориту, ритмічною організацією простору: «Смерть Гражини» (за А. Міцкевічем, 1970), «Портрет Ф. Скарини» (1971), «Гончар» (1973), «А хто там іде» (1976), серії «Край нарачансикий» (1972—75), «Блокада. 1943 рік» (1974), триптих «Де кривда вічна поспіла» (1982) та інші.

## Премії та нагороди
- Державна премія Білорусі (1986)